# Freccia del Brabante femminile
La Freccia del Brabante (in fiammingo De Brabantse Pijl, in francese La Fleche Brabançonne), fino al 2017 nota come Pajot Hills Classic, è una corsa in linea di ciclismo su strada femminile, parte delle cosiddette classiche delle Ardenne, che si svolge annualmente nella regione del Brabante, in Belgio. Si disputa nello stesso giorno della corsa maschile. Dal 2022 fa parte del calendario UCI Women's ProSeries nella categoria 1.Pro.

## Albo d'oro
Aggiornato all'edizione 2025.
| Anno                 | Vincitrice           | Seconda              | Terza               |
| Pajot Hills Classic  | Pajot Hills Classic  | Pajot Hills Classic  | Pajot Hills Classic |
| -------------------- | -------------------- | -------------------- | ------------------- |
| 2016                 | Marianne Vos         | Megan Guarnier       | Lotta Henttala      |
| 2017                 | Annette Edmondson    | Barbara Guarischi    | Ilaria Sanguineti   |
| Freccia del Brabante |                      |                      |                     |
| 2018                 | Marta Bastianelli    | Leah Kirchmann       | Marianne Vos        |
| 2019                 | Sofie De Vuyst       | Marta Cavalli        | Coryn Labecki       |
| 2020                 | Grace Brown          | Liane Lippert        | Floortje Mackaij    |
| 2021                 | Ruth Winder          | Demi Vollering       | Elisa Balsamo       |
| 2022                 | Demi Vollering       | Katarzyna Niewiadoma | Liane Lippert       |
| 2023                 | Silvia Persico       | Demi Vollering       | Liane Lippert       |
| 2024                 | Elisa Longo Borghini | Demi Vollering       | Alexandra Manly     |
| 2025                 | Elisa Longo Borghini | Marianne Vos         | Femke Gerritse      |

### Vittorie per nazione
Aggiornato all'edizione 2025.
| Pos. | Paese       | Vittorie |
| ---- | ----------- | -------- |
| 1    | Italia      | 4        |
| 2    | Australia   | 2        |
| 2    | Paesi Bassi | 2        |
| 4    | Belgio      | 1        |
| 4    | Stati Uniti | 1        |